# Nabożeństwo czterdziestogodzinne

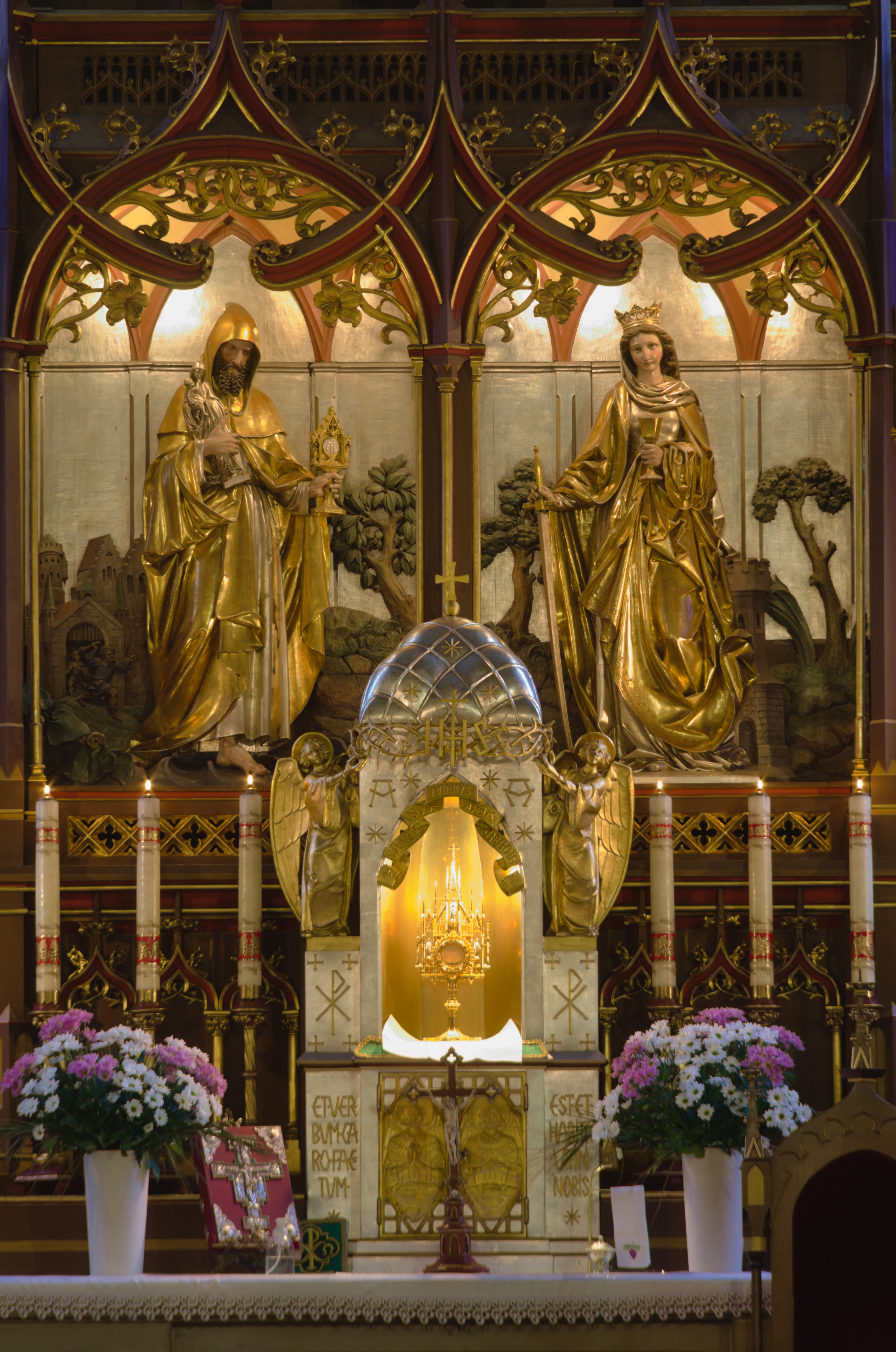
Monstrancja z Najświętszym Sakramentem wystawiona podczas nabożeństwa czterdziestogodzinnego

Nabożeństwo czterdziestogodzinne – nabożeństwo w Kościołach katolickich, związane z końcem karnawału, okresem przedpościa i przygotowaniem do wielkiego postu. Jego inspiracją jest biblijna symbolika liczby 40 – jest to zarówno okres 40 dni postu Jezusa na pustyni, jak też – według tradycji – czas 40 godzin przebywania Jezusa w grobie.
Swoimi początkami sięga ono okresu późnego średniowiecza i miało początkowo charakter czterdziestogodzinnego postu połączonego z modlitwą. W obecnie obowiązującej formie pojawiło się w końcu XVI wieku, najprawdopodobniej z inspiracji zakonu jezuitów, choć nie ma w tej kwestii jasnych przekazów źródłowych. Nabożeństwo to miało charakter pokutny i ekspiacyjny. Miało ono być wynagrodzeniem za grzechy popełnione w karnawale. Zaczynało się w niedzielę poprzedzającą rozpoczęcie wielkiego postu, a kończyło się we wtorek wieczorem przed Popielcem. 
Istotą nabożeństwa jest całodzienna adoracja Najświętszego Sakramentu. Niegdyś odbywała się ona jednym ciągiem, przez 40 godzin, także w nocy, jedynie z przerwą na Mszę. Obecnie praktykuje się adorację od rana do wieczora przez przynajmniej 3 dni tak, aby Najświętszy Sakrament był adorowany w sumie przez ok. 40 godzin. Obecnie nie jest już przygotowaniem do Wielkiego Postu, nie jest też związane z obowiązkowym postem. Zazwyczaj nabożeństwo to odbywa się w każdej parafii raz w roku, w stałym terminie. W wielu diecezjach daty nabożeństwa są ustalane w ten sposób, aby codziennie przez cały rok w którejś parafii z diecezji trwała adoracja Najświętszego Sakramentu.
40-godzinne nabożeństwo ma ożywić eucharystyczną pobożność wiernych. Adoracja zawsze jest zakorzeniona w liturgii eucharystycznej, dlatego jest ono zaczynane i kończone Mszą Świętą.